# Rem Digga
Rem Digga (* 1. Februar 1987 in Gukovo; russisch Рем Дигга, geboren als Roman Woronin, russisch: Рома́н Воро́нин) ist ein russischer Rapmusiker und Beatmaker und ehemaliges Mitglied der Gruppe „Суисайд“ (Suicide).

## Leben und Karriere
Woronin wurde 1987 in Gukowo in der Oblast Rostow geboren und besuchte dort die Sekundarschule Nr. 23. Im Alter von zehn Jahren begann er, an der Musikschule Gitarre und Klavier zu lernen. Bereits in diesem Alter interessierte er sich für Rap. Später gründete er zusammen mit der Rap-Sängerin Shamoy, die er aus der Schule kannte, die Gruppe Suicide.
2005 nahm er mit der Band das Album Брутальная тематика (Brutale Themen) auf, das 2006 veröffentlicht wurde. Auch während seines Armeedienstes schrieb er weiterhin Musik.
Bei einem Sturz von einem Balkon im vierten Stockwerk wurde Woronin schwer verletzt und ist seitdem querschnittsgelähmt. Sein Debüt-Soloalbum Периметр (Perimeter) nahm er zu einer Zeit auf, als er bettlägerig war.
Zwei Jahre später erschien sein zweites Soloalbum Глубина (Tiefe), das es auf den Internet-Portalen Rap.ru und Prorap.ru in die Top Ten der besten ukrainischen Alben des Jahres 2011 schaffte. Im Jahr 2011 nahm Woronin an zwei Hip-Hop-Wettbewerben teil: Indabattle 3 sowie Девятый Официальный Баттл hip-hop.ru. Den ersten verlor er in der fünften von neun Runden, im zweiten erzielte er den zweiten Platz mit einem Gewinn von 50.000 Rubel. Im selben Jahr veröffentlichte er unter dem Künstlernamen Rem Digga gemeinsam mit der Band Black Market das Album Убитые параграфы (Getötete Paragraphen).
Als sich sein Gesundheitszustand verbessert hatte, begann Woronin, das Land zu bereisen. Sein erstes großes Konzert gab er am 6. April 2012. Im Juli 2012 fand die Veröffentlichung seines Kompilationsalbums Крокодил говорит (Krokodil sagt) statt, das komplett neue Stücke enthält. Im gleichen Jahr brachte er auch das lyrischere Album Черника (Blaubeere) heraus. Am 4. Juni 2013 wurde das Mini-Album Корень (Wurzel) veröffentlicht, das sowohl neue Songs als auch sehr frühe Werke von ihm enthält. Am 8. Januar 2014 veröffentlichte er mit der Band Chemodan Одна петля. Am 31. August 2014 kam Rem Diggas viertes Studioalbum Людоед heraus. Am 29. Dezember 2015 folgte ein gemeinsames Album mit FD Vadim: Граната (Granata). Die Veröffentlichung des lyrischen Albums Черника и циклоп fand am 10. Februar 2016 statt. Sein sechstes Studioalbum 42/37 kam im November 2016 auf den Markt. Der Song und das dazugehörige Musikvideo Give It Up von Rem Digga und Onyx erschien Anfang 2017. Zusammen mit dem Rap-Duo MiyaGi & Endspiel ging im Juni 2017 mit dem Clip zum Song I Got Love eine seiner erfolgreichsten Veröffentlichungen an den Start.

## Persönliches
Woronin ist russisch-orthodox. Er raucht nicht, trinkt keinen Alkohol und ernährt sich überwiegend gesundheitsbewusst. Er sammelt Gegenstände wie Gemälde, Umhänge aus seinem Kulturkreis. Er trägt ethnisch geprägte Kleidung.

## Diskografie

### Studioalben
- 2009: Периметр
- 2011: Глубина
- 2012: Черника
- 2014: Людоед
- 2016: Черника и Циклоп
- 2016: 42/37
- 2018: Тюльпан

### Kompilationen
- 2012: Крокодил говорит

### EPs
- 2013: Корень

### Kollaborationen
- 2006: Брутальная тематика (Brutale Themen) (in der Band Suicide)
- 2011: Убитые параграфы (getötete Paragraphen) (mit Black Market)
- 2014: Одна петля (eine Schleife) (mit the Chemodan)
- 2014: Граната (Granata) (mit FD Vadim)

### Singles (Auswahl)
| - 2011: Hardcore (feat. Smokey Mo) - 2012: Декантация (feat. Black Market) - 2013: Телега (feat. Slim, Гига, Нигатив) - 2013: One Love (mit Basta) - 2013: Шмарина - 2013: Кабардинка - 2013: К тебе - 2014: Касание - 2015: На Юг - 2015: + 500 (feat. L (iZReaL)) - 2016: Тринадцатый - 2016: Пластмасса - 2016: Дикарь | - 2016: I Got Love (feat. MiyaGi & Endspiel) - 2017: Конфетка - 2018: Веру Не Дам (feat. MiyaGi & Endspiel) - 2018: Don't Cry (feat. MiyaGi & Endspiel) - 2018: Untouchable (feat. MiyaGi & Endspiel) - 2018: Бадаландабад (feat. MiyaGi) - 2018: Из окон (mit Zvonkiy) - 2018: Я Или Он - 2018: Тюльпан - 2019: Сон (mit Erika Lundmoen) - 2020: Фонари (mit NyBracho) - 2022: Люби меня, люби (mit Smoky Mo) |

### Videografie
- 2012: Белые банты (Weiße Bögen)
- 2012: Тайна (Das Geheimnis) (feat. Guf)
- 2013: Шмарина
- 2013: Лови (Fänge)
- 2013: Безумное зло (Verrücktes Übel)
- 2013: Судороги (Segmente)
- 2014: 4 топора (feat. Слеп Ро, Murovei)
- 2014: Город угля (Stadt der Kohle) (feat. Mania)
- 2014: Вий
- 2015: Улицы молчат (stille Straßen) (feat. Кажэ Обойма)
- 2015: Атлантика (Atlantik)
- 2015: + 500 (feat. L (iZReaL))
- 2015: на низах (ganz unten)
- 2015: Далеко (weit weg) (feat. Chris Yank)
- 2015: На Юг (Süden)
- 2016: I Got Love (feat. MiyaGi & Endspiel)
- 2017: Give It Up (feat. Onyx)
- 2017: 42 & 37
- 2017: Дорога домой (Heimweg) (feat. Chris Yank)
- 2017: Шахта (Meiner) (feat. Mania)
- 2017: УльтиматуМ (Ultimatum)
- 2017: В огне (Im Feuer)

## Filmografie
- 2012: Я это Я (Ich bin ich / Dokumentarfilm)
- 2013: RHHB (Russian Hip Hop Beef)